# リチャード・クワイン
リチャード・クワイン（Richard Quine, 1920年11月12日 - 1989年6月10日）は、アメリカ合衆国の映画監督、脚本家、元子役の俳優、歌手、作曲家、映画プロデューサーである。

## 人物・来歴
1920年（大正9年）11月12日、アメリカ合衆国・ミシガン州のデトロイトに生まれた。
1933年（昭和8年）、12歳のときに、マーヴィン・ルロイ監督の映画『世界は還る』に子役として出演、これがスクリーンデビューとなった。1935年（昭和10年）までにユニバーサル映画やモノグラム・ピクチャーズの少年向け映画等に、10本近く出演した。
1939年（昭和14年）、青年となったクワインは、ジェローム・カーンとオスカー・ハマースタインのミュージカル『五月にしては暑すぎる』の初演に出演、ブロードウェイでのデビューを果たす。1940年（昭和15年）には、ジョゼフ・フィールズとジェローム・チョドロフの舞台演劇『マイ・シスター・アイリーン』の初演に役を得る。それとともに、バスビー・バークレイ監督等のミュージカル映画でスクリーンにも復帰した。

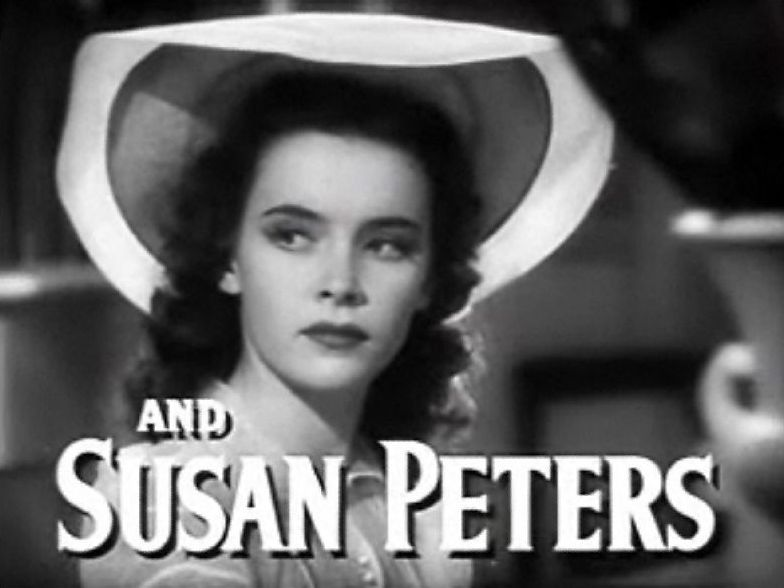
妻スーザン・ピータース。クワインが共演した『ティッシュ』（1942年）トレーラー。

1943年（昭和18年）、前年にS・シルヴァン・サイモン監督の『ティッシュ』で共演した1歳下の女優スーザン・ピータースと結婚した。第二次世界大戦中は、アメリカ沿岸警備隊に従軍した。1945年（昭和20年）1月1日、狩猟中の事故でスーザンが負傷し、1946年（昭和21年）、ティモシー・リチャード・クワインを養子にしたが、1948年（昭和23年）9月に離婚した。同年、ウィリアム・アッシャーと共同監督作をプロデュースし、演出に意欲を抱く。1950年（昭和25年）の出演作を最後に俳優を廃業し、監督に専念する。ミュージカル映画、コメディ映画を多く手がけた。1952年（昭和27年）10月23日、別れた妻スーザンが死去している。
1955年（昭和30年）、35歳になり、かつて自らが舞台でも映画でも出演した『マイ・シスター・アイリーン』を監督する。同作はフランスでも公開され、当時映画批評家であり、短篇映画を撮っていたジャン＝リュック・ゴダールが『カイエ・デュ・シネマ』誌上に発表した1956年のベストテンで、同作を10位に推した。
カーク・ダグラスとキム・ノヴァクが主演した『逢う時はいつも他人』を発表した翌年の1961年（昭和36年）、全米製作者組合ローレル賞最高監督賞にノミネートされたが賞は逃した。同作品に主演したノヴァクとは婚約関係になるが、後に解消。1965年（昭和40年）、歌手のフラン・ジェフリーズと再婚した。
50歳代を迎える1970年代には、ピーター・フォーク主演の『刑事コロンボ』等のテレビ映画を手がける。1979年（昭和54年）、ピーター・セラーズ主演のコメディ『ゼンダ城の虜』が、監督としてクレジットされた最後の映画作品となる。翌1980年（昭和55年）に公開されたセラーズ主演、ピアーズ・ハガード監督のコメディ映画『天才悪魔フー・マンチュー』を部分的に演出するが、クレジットはされなかった。
1989年（平成元年）6月10日、カリフォルニア州ロサンゼルスで拳銃自殺により死去した。満68歳没。

## おもなフィルモグラフィ
出演はコンプリート
- 『世界は還る』 The World Changes : 監督マーヴィン・ルロイ、1933年 - 出演
- 『巨人登場』 Counsellor at Law : 監督ウィリアム・ワイラー、1933年 - 出演
- 『ジェーン・エア』 Jane Eyre : 監督クリスティ・キャバンヌ、1934年 - 出演
- 『水曜日の子供』 Wednesday's Child : 監督ジョン・S・ロバートソン、1934年 - 出演
- 『第三若草物語』 Little Men : 監督フィル・ローゼン、1934年 - 出演
- Life Returns : 監督ユージン・フランク / ジェームズ・P・ホーガン、1935年 - 出演
- 『フランダースの犬』 A Dog of Flanders : 監督エドワード・スローマン、1935年 - 出演
- 『僕は軍人』 Dinky : 監督D・ロス・レダーマン、1935年 - 出演
- King of the Underworld : 監督ルイス・セイラー、1939年 - 出演
- 『ブロードウェイ』 Babes on Broadway : 監督バスビー・バークレー、1941年 - 出演・歌
- 『ティッシュ』 Tish : 監督S・シルヴァン・サイモン、1942年 - 出演
- 『マイ・シスター・アイリーン』 My Sister Eileen : 監督アレクサンダー・ホール、1942年 - 出演
- 『フォー・ミー・アンド・マイ・ギャル』 For Me and My Gal : 監督バスビー・バークレー、1942年 - 出演
- 『ギレスピー博士の新しい助手』 Dr. Gillespie's New Assistant : 監督ウィリス・ゴールドベック、1942年 - 出演
- Stand by for Action : 監督ロバート・Z・レオナード、1942年 - 出演
- The Rear Gunner : 監督レイ・エンライト、1943年 - 出演
- We've Never Been Licked : 監督ジョン・ローリンズ、1943年 - 出演
- The Cockeyed Miracle : 監督S・シルヴァン・サイモン、1946年 - 出演
- 『ワーズ&ミュージック』 Words and Music : 監督ノーマン・タウログ、1948年 - 出演
- 『戦略爆撃指令』 Command Decision : 監督サム・ウッド、1948年 - 出演
- 『カモ』 The Clay Pigeon : 監督リチャード・フライシャー、1949年 - 出演
- 『悲しい歌はやめて』 No Sad Songs for Me : 監督ルドルフ・マテ、1950年 - 出演
- 『新米消防士』 Rookie Fireman : 監督シーモア・フリードマン、1950年 - 出演
- He's a Cockeyed Wonder : 監督ピーター・ゴッドフリー、1950年 - 出演
- The Flying Missile : 監督ヘンリー・レヴィン、1950年 - 出演
- 『革手袋』 Leather Gloves : 監督ウィリアム・アッシャー、1948年 - 共同監督・プロデューサー
- 『フォイ・ミーツ・ガール』 Foy Meets Girl : 1950年
- 『殺人者はバッヂをつけていた』 Pushover : 1954年 - 監督
- 『マイ・シスター・アイリーン』 My Sister Eileen : 1955年 - 監督・脚本
- 『純金のキャデラック』 The Solid Gold Cadillac : 1956年 - 監督
- 『マッドボール作戦』 Operation Mad Ball : 1957年 - 監督
- 『媚薬』 Bell, Book and Candle : 1958年 - 監督
- 『ハッピー・ロブスター』 It Happened to Jane : 1959年 - 監督・プロデューサー
- 『スージー・ウォンの世界』 The World of Suzie Wong : 1960年 - 監督
- 『逢う時はいつも他人』 Strangers When We Meet : 1960年 - 監督・プロデューサー
- 『悪名高き女』 The Notorious Landlady : 1962年 - 監督
- 『パリで一緒に』 Paris When It Sizzles : 1963年 - 監督・プロデューサー
- 『女房の殺し方教えます』 How to Murder Your Wife : 1964年 - 監督
- 『求婚専科』 Sex and the Single Girl : 1964年 - 監督
- 『ホテル』 Hotel : 1966年 - 監督・プロデューサー
- 『西部野郎奮戦記』 A Talent for Loving : 1969年 - 監督
- 『暗黒街の特使』 The Moonshine War : 1970年 - 監督
- Original: Do Not Project : 監督リチャード・エヴァンス、1972年 - 出演
- 『刑事コロンボ』 Columbo、テレビ映画シリーズ
  - 『ロンドンの傘』 Dagger of the Mind : 第2シーズン、1972年 - 監督
  - 『偶像のレクイエム』 Requiem for a Falling Star : 第2シーズン、1972年 - 監督
  - 『意識の下の映像』 Double Exposure : 第3シーズン、1973年 - 監督
- 『姿なき脅迫者・謎のＷ』 W : 1974年 - 監督
- 『マッコイと野郎ども』 McCoy : テレビ映画シリーズ
  - 『宝石店ダブルパンチ』 Double Take : テレビ映画、1975年 - 監督
- 『ゼンダ城の虜』 The Prisoner of Zenda : 1979年 - 監督
- 『天才悪魔フー・マンチュー』 The Fiendish Plot of Dr. Fu Manchu : 監督ピアーズ・ハガード、1980年 - 共同監督（ノンクレジット）

## おもなテアトルグラフィ
- 『五月にしては暑すぎる』 Very Warm For May : 作ジェローム・カーン / オスカー・ハマースタイン、1939年
- 『マイ・シスター・アイリーン』 My Sister Eileen : 作ジョゼフ・フィールズ / ジェローム・チョドロフ、1940年

## 関連事項
- 全米製作者組合 （en:Producers Guild of America）

## 註
1. ↑  Susan Peters
2. ↑  Richard Quine, 68, Actor Who Directed 'Murder Your Wife' , The New York Times, June 14, 1989 （2009年5月7日閲覧）